# Svend Aagesen
Svend Aagesen (Aggesen, č. Ogezen, rođen između 1140. i 1150., godina smrti nepoznata) danski povjesničar iz 12. stoljeća, osobit poznavatelj starih rimskih pisaca i latinskog jezika, kojim je i pisao. 

## Djela
Njegovo glavno djelo Historia Danorum odiše žarkim domoljubljem, koji ga mjestimice zavodi i na mržnju protiv Nijemaca. U tom je djelu novelističkim načinom iznio stare danske sage. 
U drugom povijesnom djelu iznosi prastare norme prava na kraljevsko nasljedstvo u Danskoj. Kritičko izdanje njegovih djela nalazi se u Scriptores minores historiae danicae medii aevi, I. (1917. – 1918.).